# Võerdla
Võerdla is een plaats in de Estlandse gemeente Jõelähtme, provincie Harjumaa. De plaats heeft de status van dorp (Estisch: küla).

## Bevolking
Het dorp had 20 inwoners op 31 december 2011 en 11 inwoners op 31 december 2021.